# Irena Kasprzyk
Irena Kasprzyk (ur. 22 lutego 1950 w Lublinie) – polska szachistka, mistrzyni FIDE od 1985 roku.

## Kariera szachowa
W 1968 r. zdobyła w Bydgoszczy tytuł wicemistrzyni Polski juniorek. W latach 70. należała do czołówki polskich szachistek. Po raz pierwszy w finale mistrzostw Polski seniorek wystąpiła w 1969 r. w Poznaniu. Do 1983 r. w finałowych turniejach wystąpiła jedenastokrotnie. Największy sukces w karierze odniosła w 1976 r. w Polanicy-Zdroju, zdobywając tytuł wicemistrzyni Polski. Oprócz tego, w 1975 r. zajęła czwarte, w 1973 r. – piąte, a w 1976 r. – szóste miejsce w mistrzostwach kraju. W 1972 r. podzieliła I miejsce w międzynarodowym turnieju w Piotrkowie Trybunalskim (wspólnie z Waltraud Nowarrą). Czterokrotnie zdobyła medale drużynowych mistrzostw Polski w barwach "Avii" Świdnik: złoty (Gdynia 1982), dwa srebrne (Lublin 1979, Jaszowiec 1980) oraz brązowy (Lubniewice 1981).
Najwyższy ranking w karierze osiągnęła 1 lipca 1973 r., z wynikiem 2120 punktów dzieliła wówczas 3-4. miejsce wśród polskich szachistek.
Od 1990 r. zajęła się głównie pracą trenerską. W tym czasie wystąpiła w niewielu turniejach klasyfikowanych przez Międzynarodową Federację Szachową.